# Collectio Britannica
Die Collectio Britannica ist eine Kanones-Sammlung, die nach dem Aufbewahrungsort der einzigen erhaltenen Handschrift in der British Library benannt ist (London, BL, Add MS 8873). Sie ist Ende des 11. Jahrhunderts vermutlich in Nordfrankreich aus teils römischen, teils nordfranzösischen Materialien kompiliert worden. Sie ist eine der wichtigsten Überlieferungen für die Briefe verschiedener Päpste und eine zentrale Quelle für die Rezeption des römischen Rechts im Mittelalter.

## Inhalt, Aufbau, Vorlagen
Die Sammlung enthält vor allem Dekretalen, Auszüge aus den Kirchenvätern und dem römischen Recht, aber auch viele anderen Rechtsquellen. Ein Teil des Materials stammt aus der Sammlung des Kardinals Deusdedit. Viele der Materialien (z. B. einige Briefe von Pelagius I. und Auszüge aus den Digesten) sind aber in keiner früheren Kanones-Sammlung zu finden.
Die Sammlung ist in mehrere große Abschnitte geordnet, von denen die meisten Auszüge aus den Dekretalen nur je eines Papstes enthalten. Innerhalb dieser Abschnitte ist das Material chronologisch geordnet. Die Anordnung der Abschnitte innerhalb der Britannica folgt keinem erkennbaren Prinzip.
Anders als die allermeisten kanonistischen Sammlungen des Hochmittelalters enthält die Britannica in diesen Abschnitten auch fast keine gefälschten oder verfälschten Dekretalen. Aus diesem Grund (sowie angesichts der chronologischen Anordnung) hat die Forschung seit Paul Ewald immer wieder vermutet, dass diese Teile der Britannica auf Auszüge aus heute verlorenen päpstlichen Registern beruhten.

## Rezeption
Die Britannica hatte in der erhaltenen Form keine große Verbreitung. Die einzige erhaltene Abschrift stammt aus dem frühen 12. Jahrhundert. Indirekt war die Sammlung allerdings sehr einflussreich, da sie von Ivo von Chartres in mehreren seiner Werke (Briefe, Ivos Decretum und Prolog zum Decretum) zitiert wurde und auf diesem Weg weit verbreitet wurden. Auch die Collectio Tripartita griff auf die Britannica zurück; diese Sammlung wurde ihrerseits unter anderem von Gratian verwendet.

## Editionen und Übersetzungen
Die Sammlung wurde bislang nicht als Ganze ediert, allerdings wurde sie für eine relativ große Zahl von Editionen von Papstbriefen herangezogen, insbesondere für die MGH-Editionen der Briefe von Leo IV. und Johannes VIII. Unter anderem Paul Ewald und Samuel Löwenfeld haben viele Texte der Britannica gedruckt und kommentiert. Robert Somerville hat alle in der Britannica zu findenden Briefe und Brieffragmente Urbans II. kritisch ediert und übersetzt.
- Robert Somerville: Pope Urban II, the Collectio Britannica, and the Council of Melfi (1089). Clarendon Press, Oxford 1996, ISBN 0-19-820569-4.